# Neumarkt an der Ybbs
Neumarkt an der Ybbs je městys v Rakousku ve spolkové zemi Dolní Rakousy v okrese Melk. Žije zde přibližně 1 900 obyvatel.

## Geografie

### Geografická poloha
Neumarkt an der Ybbs se nachází ve spolkové zemi Dolní Rakousy v regionu Mostviertel. Rozloha území městyse činí 9,31 km², z nichž přibližně 14% pokrývá les.

### Části obce
Území městyse Neumarkt an der Ybbs zahrnuje 5 sídel:
- Kemmelbach
- Neumarkt an der Ybbs
- Waasen
- Winden
- Wolfsberg

### Sousední obce
- na severu: Sankt Martin-Karlsbach, Ybbs an der Donau
- na východě: Bergland, Wieselburg-Land (okres Scheibbs)
- na jihu: Wolfpassing, Steinakirchen am Forst (oba okres Scheibbs)
- na západě: Blindenmarkt

## Kultura a památky

### Stavby
- Farní kostel sv. Mikuláše v Neumarktu
- Renesanční radnice v Neumarktu
- Barokní sloup Nejsvětější Trojice v Maueru
- Zámek Neudenburg

## Galerie

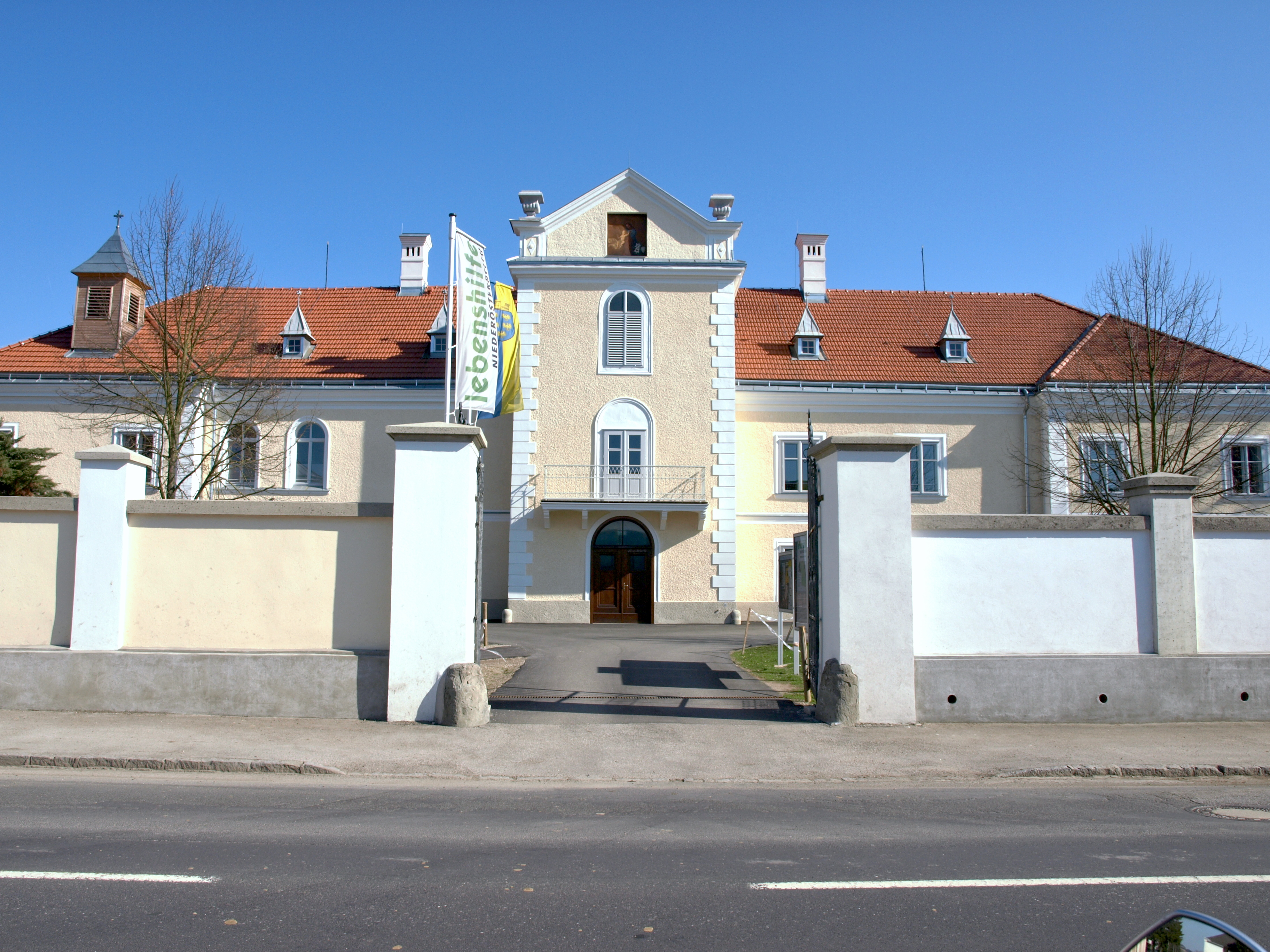
Zámek Neudenburg
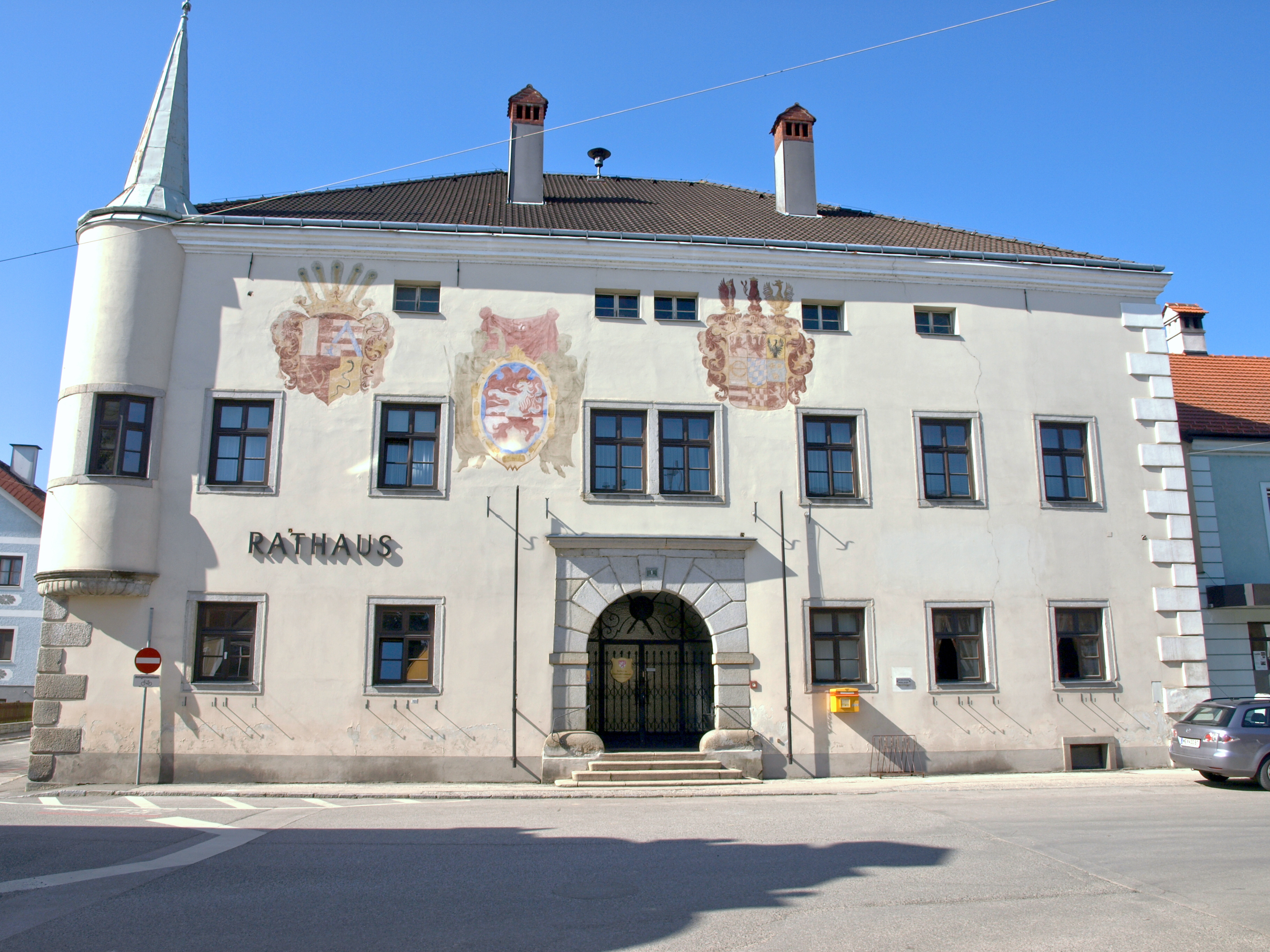
Renesanční radnice
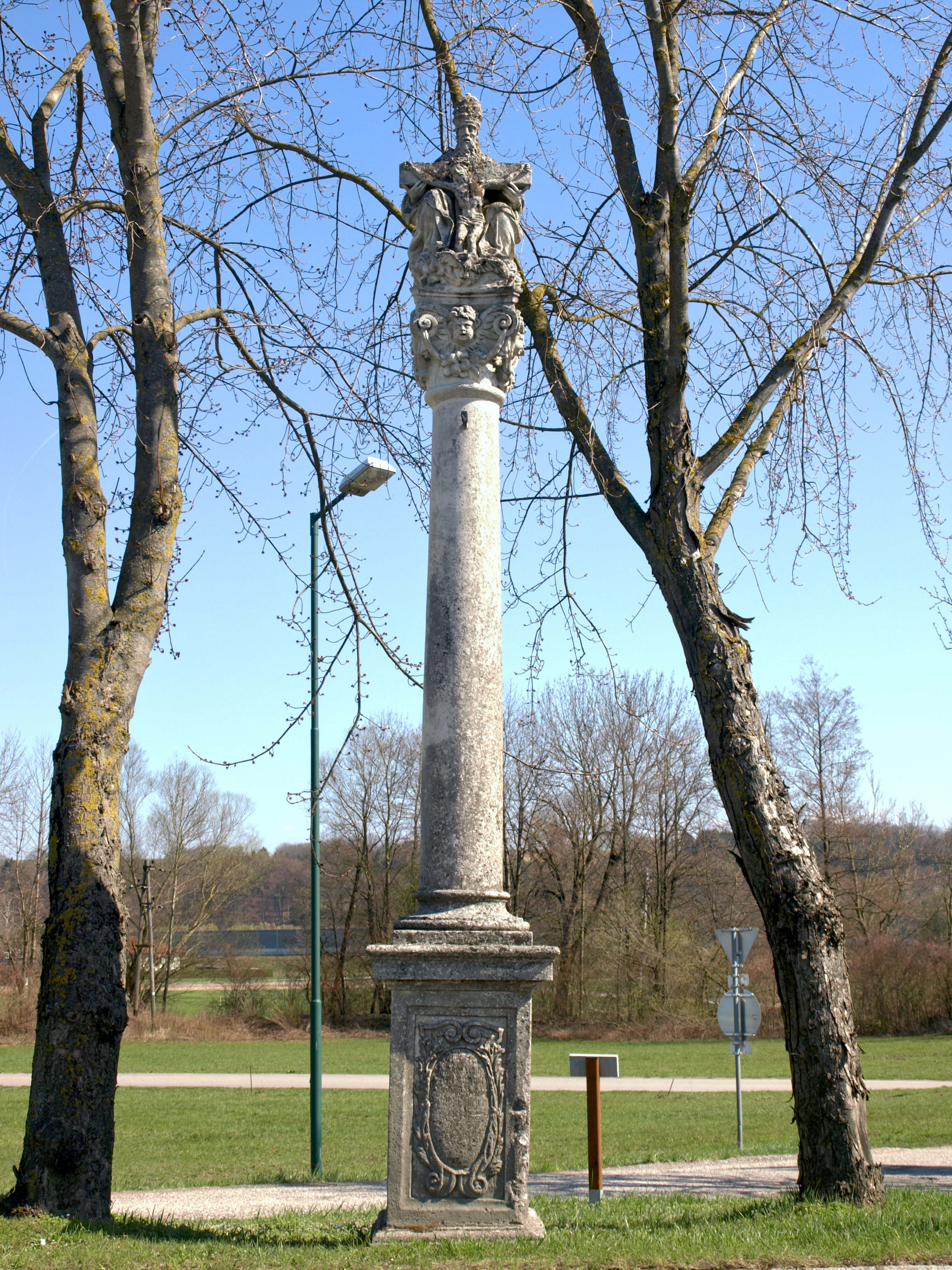
Sloup Nejsvětější Trojice